# 화원고등학교 (대구)
화원고등학교(花園高等學校)는 대한민국 대구광역시 달성군 화원읍 설화리에 위치한 공립 고등학교이다.

## 학교 연혁
- 1983년 1월 10일 : 화원 여자 고등학교 설립인가(12학급)
- 1983년 3월 4일 : 제1회 입학식 거행(4학급 240명 입학)
- 1983년 10월 27일 : 개교기념식 거행
- 1984년 9월 23일 : 본관 교사 3층 준공
- 1986년 2월 11일 : 제1회 졸업식 거행 (212명 졸업)
- 1995년 1월 1일 : 대구광역시로 편입
- 1995년 10월 27일 : 강당 증축 공사 준공 (819.25m2)
- 1997년 3월 3일 : 대구광역시 일반학군 편입 및 추첨배정 1학년 10학급 435명 입학
- 1998년 2월 18일 : 유도장 설치(448m2, 135.75평) 및 여고 유도부 창단
- 1999년 2월 4일 : 급식소 설치(574m2, 174평)
- 1999년 11월 30일 : 신관 특별 교실(3, 4층) 증축
- 2003년 3월 1일 : 화원고등학교로 교명 변경
- 2014년 4월 8일 : 인조잔디운동장 및 우레탄 트렉 설치
- 2022년 2월 7일 : 제37회 졸업식(남 122명, 여 156명, 누계 14,593명)
- 2022년 3월 2일 : 제15대 오순옥 교장 취임
- 2022년 3월 5일 : 제40회 입학식(남 83명, 여 138명 합계 221명)

## 참고 자료
- 화원고등학교 - 한국교육학술정보원 학교알리미